# Hospital del Divino Salvador
El Hospital del Divino Salvador fue el primer hospital para mujeres dementes establecido en México. Fundado en la Ciudad de México en 1687.

## Historia

### Inicio
Cuando el maestro ensamblador José de Sáyago otorgó asilo en su propia casa a una prima de su mujer que sufría de demencia comenzó también a albergar mujeres dementes que deambulaban sin asilo por las calles. La noticia de esta obra de caridad llegó a los oídos del arzobispo Francisco de Aguiar y Seijas quien decidió apoyar a Sáyago con limosnas. Poco después el arzobispo Aguiar y Seijas pensó que sería prudente mudar la obra de Sáyago a un lugar más adecuado, ya que la casa del maestro ensamblador era inadecuada para prestar un servicio tan importante. El Arzobispo logró llevar a las enfermas de la casa de Sáyago a un sitio más apropiado frente al Colegio de San Gregorio.
En 1689 el arzobispo Aguiar y Seijas fallece, lo que provoca que Sáyago y las mujeres dementes se vieran sin los medios para sobrevivir. Esta situación por suerte no duró mucho, ya que los padres de la Compañía de Jesús y los pertenecientes a la Congregación del Divino Salvador decidieron mantener con limosnas a las enfermas asiladas. En este momento se comienza a conocer al hospital: Divino Salvador.(con el nombre de la congregación que lo patrocinaba)

### Una nueva ubicación
Lo primero que se decidió en la Congregación acerca del hospital fue mudarlo a un espacio más adecuado a sus necesidades que aquel que ocupaban frente al Colegio de San Gregorio. Se encontraron con un sitio en ruinas ubicado en la calle de Canoa (hoy calle de Donceles #39), donde se podría erigir un edificio que albergaría al hospital. Solo un año después, en 1700, las enfermas comenzaron a mudarse al edificio, recientemente levantado, de la calle de Canoa.
En 1700 comenzó a funcionar el Hospital del Divino Salvador en su nueva ubicación. La Congregación del Divino Salvador siguió haciéndose cargo de él hasta la expulsión de los jesuitas en 1767 cuando el cuidado del hospicio pasó a manos del Real Patronato. Durante los años en los que estuvo en manos de la congregación y los jesuitas, el hospital se convirtió en uno de los mejores hospicios de la Nueva España. La congregación procuró ampliar las instalaciones del hospicio comprando distintos terrenos aledaños y adecuándolos a las necesidades de las enfermas. Lamentablemente el cuidado del Real Patronato al hospital no fue el mismo y éste cayó en decadencia.

### ElsigloXIX
Al iniciar el siglo XIX el virrey Félix Berenguer de Marquina decidió realizar una ampliación de las instalaciones del hospital para que pudiera cumplir de mejor manera sus servicios. Las obras fueron realizadas por el arquitecto José Joaquín García de Torres. y se concluirían en 1809. Al independizarse la Nueva España, el Hospital del Divino Salvador, pasó a las manos del Ayuntamiento y en 1847 al cuidado de las Hermanas de la Caridad.

### Principios delsigloXX
En 1910 las enfermas del Hospital del Divino Salvador fueron mudadas al nuevo Manicomio General de La Castañeda. Hospital recién construido bajo el mando de Porfirio Díaz  en el marco de las celebraciones por el Centenario de la Independencia de México. Actualmente el edificio del Hospital del Divino Salvador alberga las oficinas de la Secretaría de Salud y el archivo histórico de la misma institución. El edificio aún se encuentra en pie en la Calle de Donceles en el Centro Histórico de la Ciudad de México.